# Бабушкинское городское поселение
Городско́е поселе́ние «Ба́бушкинское» (бур. Бабушкинай хотын hомон) — муниципальное образование в Кабанском районе Бурятии Российской Федерации.
Административный центр — город Бабушкин.

## География
МО ГП «Бабушкинское» находится на юго-западе центральной части района. На севере территория поселения омывается озером Байкал, на северо-востоке и востоке граничит с МО СП «Большереченское», на западе — с МО СП «Клюевское», на юго-западе и юге по водоразделу Хамар-Дабана проходит граница с Селенгинским районом республики.
По территории поселения проходят федеральная автомагистраль «Байкал» и Транссибирская магистраль (ВСЖД) с находящимися здесь станциями Мысовая и Боярский, остановочными пунктами — Тельная, Гремячий, Мантуриха, Сухой Ручей, Поворот, Култушная, 5492 км.

## История
12 мая 1978 года посёлок Таёжный административно подчинённый Бабушкинскому горсовету Кабанского района передан в состав Загустайского сельсовета Селенгинского района.

## Население
| 2011  | 2012  | 2013  | 2014  | 2015  | 2016  | 2017  |
| ----- | ----- | ----- | ----- | ----- | ----- | ----- |
| 5055  | ↘5047 | ↘4963 | ↘4928 | ↘4871 | ↘4852 | ↘4778 |
| 2018  | 2019  | 2020  | 2021  | 2023  | 2024  | 2025  |
| ↘4751 | ↘4737 | ↘4690 | ↘4540 | ↘4447 | ↘4390 | ↘4367 |

## Состав городского поселения
| № | Населённый пункт | Тип населённого пункта        | Население |
| - | ---------------- | ----------------------------- | --------- |
| 1 | Бабушкин         | город, административный центр | ↘4209     |
| 2 | Боярский         | посёлок станции               | ↘149      |
| 3 | Мантуриха        | посёлок                       | ↗84       |